# Tottas bluesband
Tottas bluesband var ett svenskt bluesband från Göteborg.
År 1977 bildades "Nynningens och Nationalteaterns Fritidsorkester", vilket sedermera blev Tottas Bluesband. Medlemmar var Totta Näslund (sång), Bengt Blomgren (gitarr), Bernt Andersson (keyboards, munspel, sång), Nikke Ström (bas) och Gunnar Pettersson (trummor). Bandet turnerade runt i både Sverige och USA under större delen av 1980-talet. Senare startade Näslund och Ström en krog i Göteborg under namnet C von. Där spelade de tillsammans med de andra i bluesbandet varje måndag ända in på 1990-talet.

## Diskografi
- 1981 - Live at Renströmska
- 1983 - Saturday night boogie woogie
- 1985 - Combination boogie
- 1988 - Compilation boogie (1981-1986)
- 2003 - Sitting on top of the world